# 代利格森
代利格森是德国下萨克森州的一个市镇。总面积36.01平方公里，总人口8142人，其中男性4021人，女性4121人（2011年12月31日），人口密度226人/平方公里。